# 津曲幸夫
津曲 幸夫（つまがり さちお、1953年3月1日 - ）は、日本の元騎手。
兄・忠美、弟・浩二も元騎手で、柴田政見・政人・利秋に次ぐ中央競馬史上2組目の三兄弟ジョッキーであった。

## 経歴

### 1970年代
1976年3月6日の中山第9競走5歳以上600万下・イーデンアローで初騎乗初勝利を挙げ、1974年3月4日の河内洋以来2年ぶりの達成となった。翌7日には弟・浩二もデビューし、史上2組目の3兄弟ジョッキーとなった。
7月の中山開催では4日に初の特別勝ちと1日2勝、10日・翌11日には初の2日連続勝利を記録。その後も中山開催では10月23日の第11競走短距離特別を平尾昌晃の所有馬リョシュウハヤテで勝利し、有馬記念が行われた12月19日の最終第10競走4歳以上600万下をケイシュウウインで勝利するなど、1年目の同年から初の2桁となる12勝をマーク。
3年目の1978年には新潟で春2勝・夏3勝の計5勝を含む14勝、1979年には14勝中8勝を新潟、4勝を福島で挙げるなどローカル開催で活躍。

### 1980年代
1981年まで6年連続2桁勝利を記録し、1983年には自己最多の15勝を挙げたが、1984年からは1桁台に落ち着く。
1983年にはレインボーピットで4歳牝馬特別（東）を10番人気ながらダスゲニーの4着とし、優駿牝馬では5頭横一線でタイム差無しの史上稀に見る激戦で、長い写真判定を経て、着差は4着馬ジョーキジルクムとアタマ差でダイナカールの5着と健闘。
1986年のクイーンカップでは9頭中7番人気のキャニオンシローで断然人気のメジロラモーヌを抑えて2着、京成杯3歳ステークスでは7頭中5番人気のキョウエイシラフジでホクトヘリオスの4着に入った。
1987年のセントライト記念では9番人気のセントナダラでマティリアルを抑えてダービー馬メリーナイスの2着に入り、1989年には6年ぶりで自身最後の2桁となる10勝をマーク。

### 1990年代
1993年には福島戦4勝を含む5勝、1994年には前年に引き続き福島戦4勝に小倉戦3勝を加えた7勝をマーク。
1996年9月8日の中山第4競走4歳未勝利をニシノマヤで逃げ切ったのが最後の勝利となり、12月15日の中山第12競走4歳以上500万下・グレイテストヒッツ（16頭中12着）を最後に現役を引退。

## 騎手成績
| 通算成績 | 1着 | 2着 | 3着 | 4着以下 | 出走回数 | 勝率 | 連対率 |
| -------- | --- | --- | --- | ------- | -------- | ---- | ------ |
| 計       | 165 | 184 | 165 | 1580    | 2094     | .078 | .180   |

主な騎乗馬
- レジェンドテイオー
- ローズムーン